# الیسیا، ایزابلا
الیسیا، ایزابلا (به لاتین: Alicia, Isabela) یک سکونتگاه مسکونی در فیلیپین است که در ایزابلا واقع شده‌است.

## خصوصیات
الیسیا ۱۵۴٫۱۰ کیلومترمربع مساحت و ۶۴٬۶۸۷ نفر جمعیت دارد.